# Cayo Tostado
Cayo Tostado är en ö i Belize. Den ligger i distriktet Belize, i den nordöstra delen av landet, 120 km nordost om huvudstaden Belmopan.